# 奧爾利夫卡 (庫利基夫卡區)
51°17′11″N 31°32′43″E / 51.28639°N 31.54528°E
奧爾利夫卡（烏克蘭語：Орлівка）是位於烏克蘭北部切爾尼希夫州裏切爾尼希夫區的村莊，始建於1638年，面積4.49平方公里，海拔高度132米，2001年人口1,122。